# Hydrelia luteosparsata
Hydrelia luteosparsata là một loài bướm đêm trong họ Geometridae.